# رباط سر استخوان ران
رباط سر استخوان ران (به انگلیسی: Head of femur ligament) یک رباط مربوط به داخل مفصل ران بوده که رباط گرد  نیز نامیده می‌شود. این رباط از حفره سر استخوان ران  به قسمت‌های زیر متصل می‌گردد:
- رباط عرضی حقه‌ای [۳] (رباط عرضی استابولار)
- حفره حقه‌ای (حفره استابولار)
- لبه بریدگی حقه‌ای (بریدگی استابولار)

رباط گرد در حرکات نزدیک شدن و نیمه خم شدن (اداکسیون و سمی فلکسیون) مفصل ران سفت می‌شود و در عمل دورشدن (ابداکسیون) شل است.  اگرچه رباط سر استخوان ران در حرکت اداکسیون محکم کشیده می‌شود، نسبتاً عملکرد مکانیکی اش فاقد اهمیت است. 
یکی از منابع خونرسانی سر استخوان ران از طریق عروقی به نام عروق رباط گرد تأمین می‌شود که از رباط گرد به سر استخوان ران می‌روند. این عروق نقش چندانی در خونرسانی ندارند.

## نگارخانه

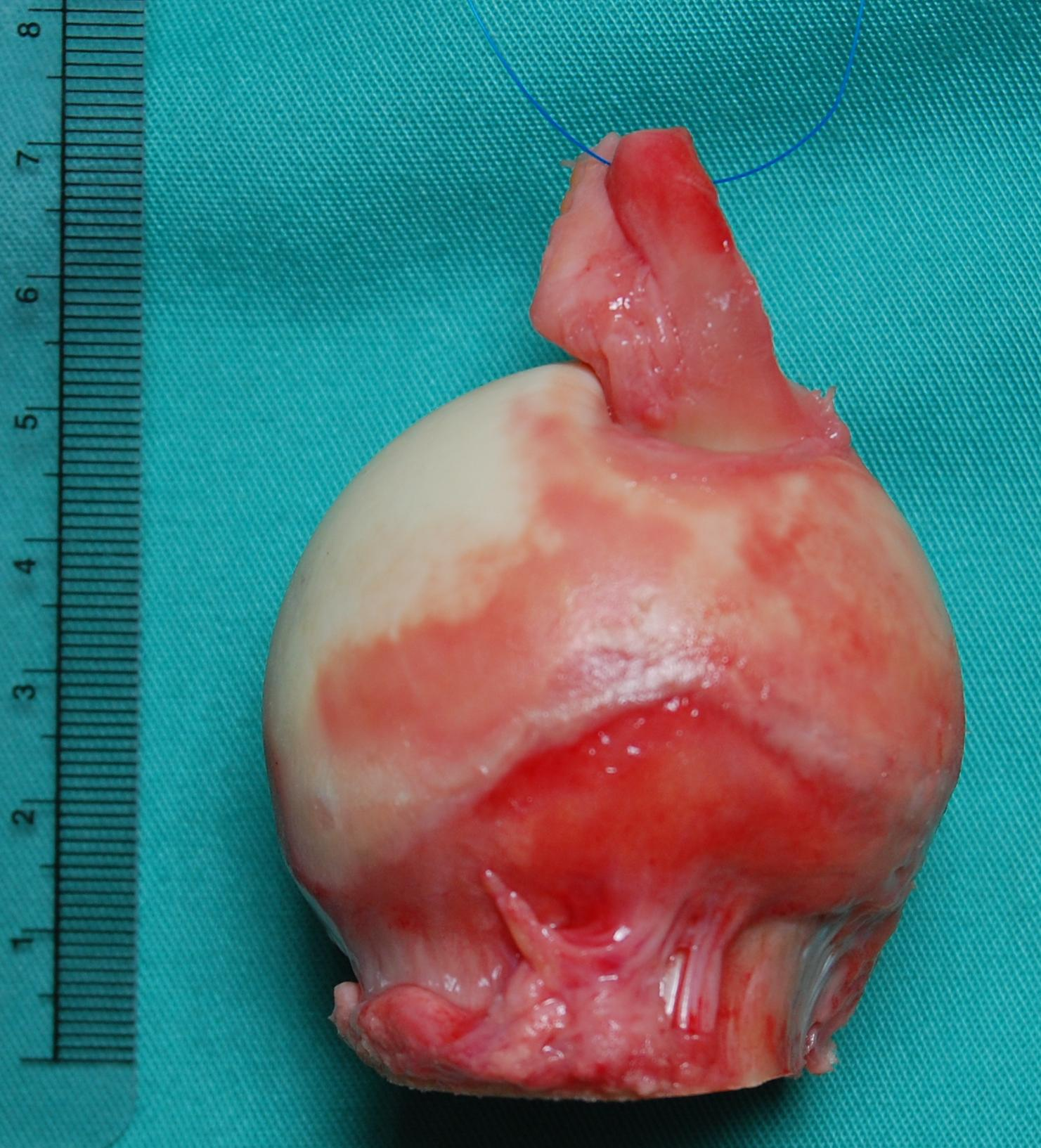
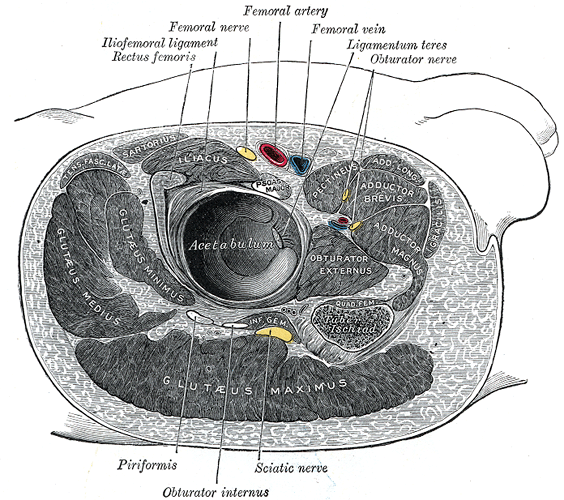